# Reinhold von Rosen (konstnär)
Reinhold Carl Gustaf Henning von Rosen, född 14 juni 1894 på Lidingö, död 20 november 1961 i Sorunda, Stockholms län, var en svensk greve och konstnär. Främst ägnade han sig åt grafisk konst.

## Biografi
Efter studentexamen 1914 studerade han konsthistori vid Uppsala universitet. Efter en studieresa till Italien och Rom år 1916 gick han på Althins målarskola och vid Konstakademien åren 1917-22. Det var på en resa till London 1927 tillsammans med Axel Fridell, som von Rosen på allvar blev intresserad av grafik. Under åren 1925 till 1935 var han bosatt på Åkerö slott i Södermanland. Från trakten kring Åkerö härstammar många etsningar. Vid vistelser på olika håll i Sverige och i Europa har andra etsningar tillkommit, exempelvis:
London 1927, Skåne 1928, framför allt från trakten kring Helsingborg, Holland 1930, Öland och Stockholm 1937, Västkusten 1938, Venedig 1939, Stockholm 1940, Jämtland 1941 och Öland 1943–1945.
Under 1940-talets sista år började von Rosens hälsa att svikta. Han orkade inte längre med de långa utomhussittningar som landskapsmotiven krävde. Åren 1950-58 var han bosatt i Ramlösa. Där började han avbilda några orientaliska elfenbensfiguriner tillsammans med stenar, rötter, grenar med mera. Denna samling, som han kallade Från det inre Mongoliet, omfattar ett 30-tal blad.
von Rosens sista år präglades av sjukdom. Han var åren 1958-61 bosatt på Frecksta gård i Sorunda. Två år efter hans död, 1963, hölls en minnesutställning på Nationalmuseum och han finns representerad vid bland annat Nationalmuseum i Stockholm och Kalmar konstmuseum. 
Totalt omfattar Reinhold von Rosens grafiska produktion 356 blad.
Reinhold von Rosen blev far till bland andra ballerinan Elsa-Marianne von Rosen och konstnären Christer von Rosen samt morfar till konstnären Per Adalbert von Rosen. Han var vidare kusin till konstnären Björn von Rosen.